# 藍地石礦場

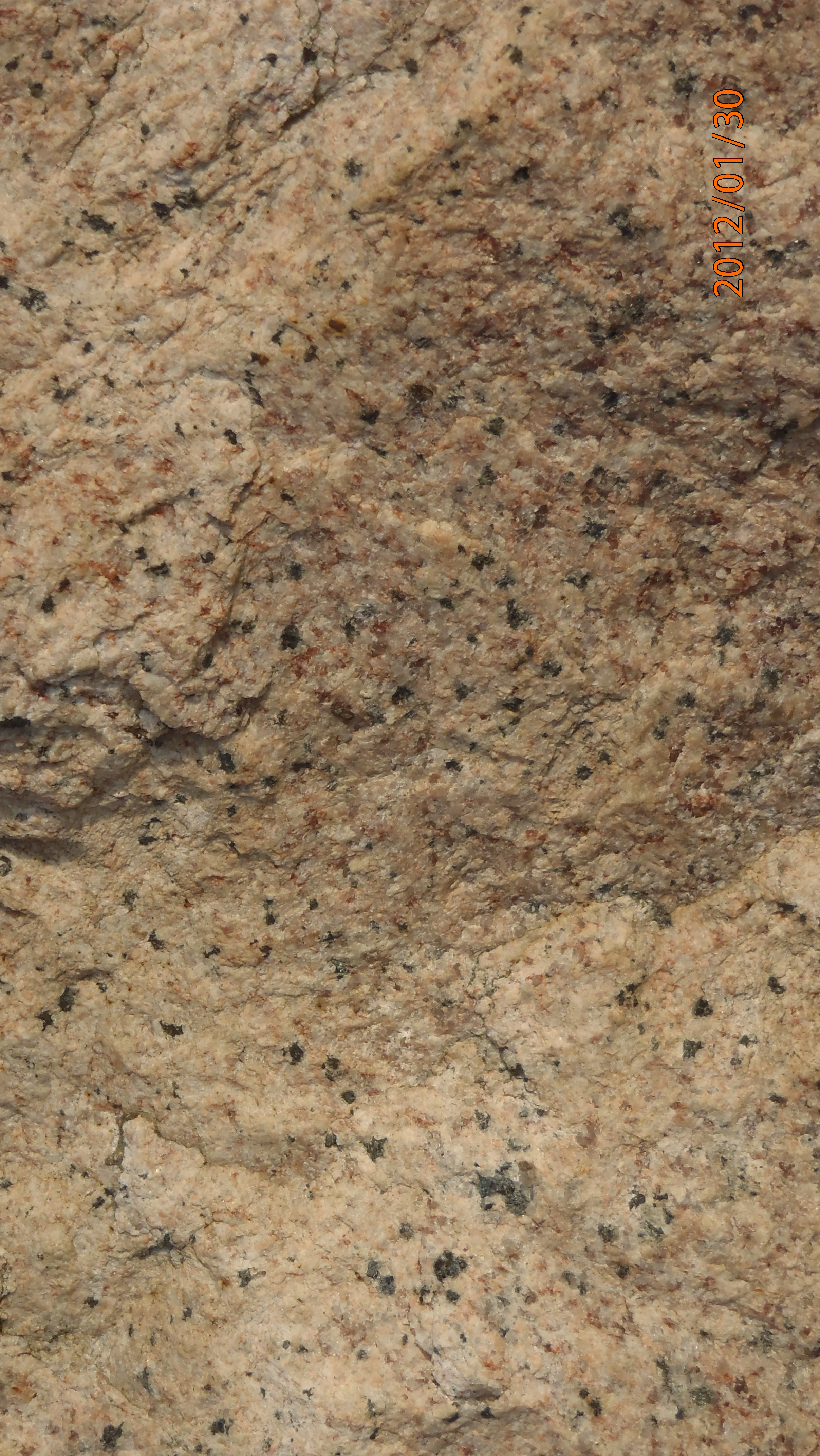
細粒大欖花崗岩樣本

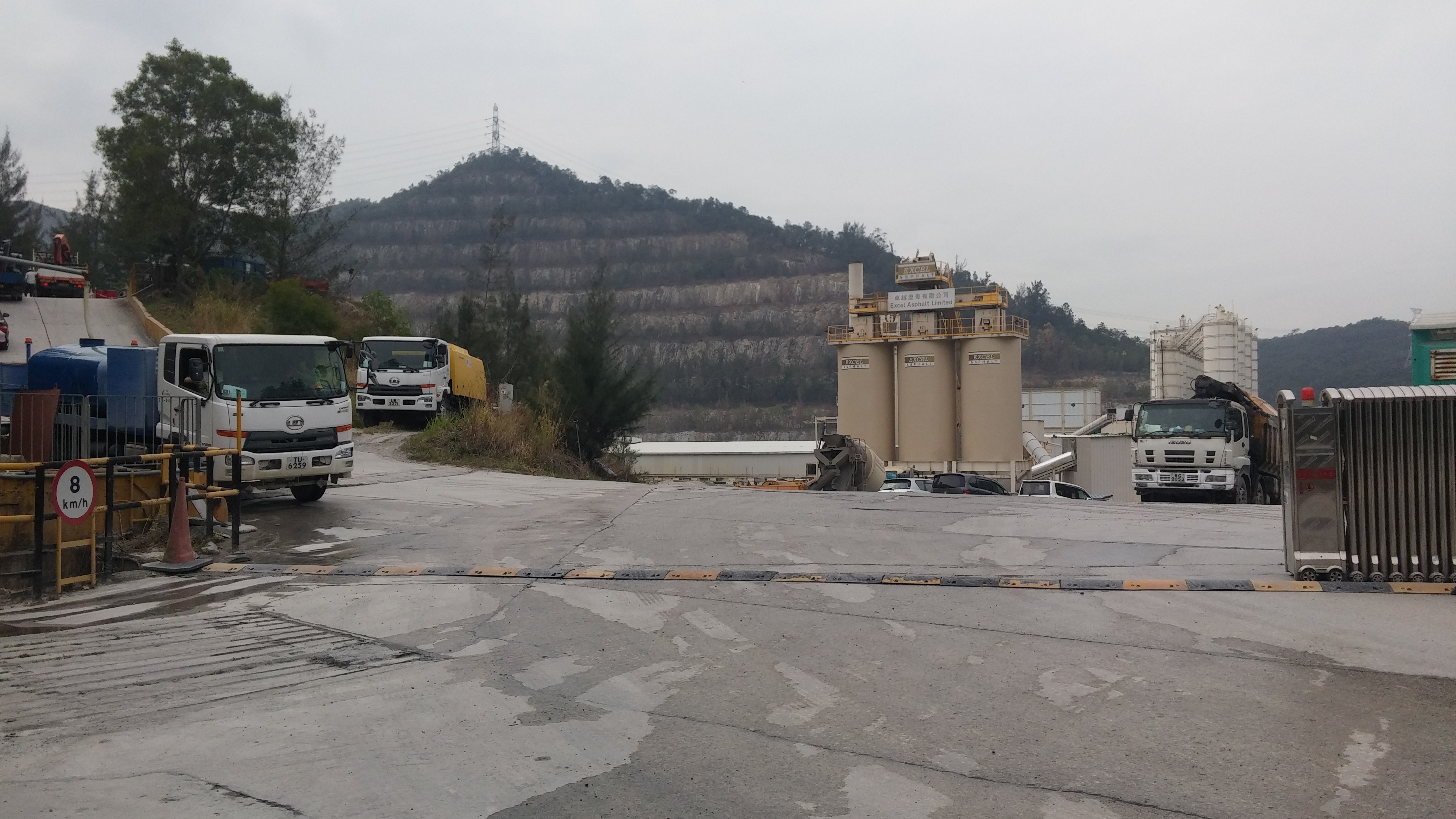
藍地石礦埸（2018年）

藍地石礦場位於香港屯門，是目前香港唯一仍在營運的石礦場。藍地石礦場於1972年起由安達臣大亞前身的「大亞石業」開採，十年後政府才開始改以合約形式管理營運。礦場位於屯門新市鎮北面約3公里，佔地約30公頃。

## 地質
此礦場出產的細顆粒花崗岩，屬大欖花崗岩，為侏羅紀入侵性火成岩，形成於若一億五千七百萬年前。周邊地方發現有若干地質結構，例如斷層和岩牆。花崗岩將適合再用作建築石料。

## 開採
在2019年，藍地石礦場一個月可以生產約7萬噸石料。開採過程當中，被劈碎後的岩石，會以卡車或輸送帶運送到岩石破碎機作進一步壓碎、隔篩和分類。加工後的石料稱為碎石，分不同尺寸，可用於各種建築用途，包括生產混凝土和瀝青。藍地石礦現時所生產的石料比例佔香港全部供應約百分之五。
由於生產混凝土和瀝青需要源源不絕的碎石，製造混凝土、瀝青的相關生產線也集中在藍地石礦場，這種一站式的綜合營運模式，可以提升處理和運輸石料的效率，節省時間、降低成本，並減少碳排放。另外，藍地石礦場亦負責處理本地建造工程產生的剩餘石料，循環再造成有用的碎石。

## 現況及往後發展
由於藍地石礦場地面範圍的所有爆破工程已於2022年尾完成，目前只用作處理其他基建工程產生的石料，而相應部分將於2026年1月正式停產。及後，此石礦場已於2025年作另行招標，改由惠記集團以地下採礦形式，繼續營運至2044年為止。
石礦場地面部分停止運作後，會作新的發展用途，包括在礦場西部興建屯門繞道及11號幹線擬議的行車隧道入口，餘下部分為地下石礦場隧道入口及支援設施；而採礦工作將轉移至礦場以南的山體內，成為全港首個地下石礦場。
根據1989年訂定的計劃，藍地石礦場正展開復修綠化工程，以配合未來發展。石礦場的復修工程，包括重整山坡的輪廓，以減少尖峭的山勢，令山坡變得渾圓；種植樹木及樹叢，以及控制侵蝕。類似的復修工程亦曾於南丫島石礦場進行，並已於2002年完成，該處形成一個面積共0.49平方公里的綠色地帶。

## 事件
- 1978年5月，多名貨車司機駕車堵塞藍地石礦場入口，抗議大亞石業在銷售石料時貨不對辦及偏袒部分業者[10]。